# Dolati (sockenhuvudort i Kina, Xinjiang Uygur Zizhiqu, lat 46,01, long 83,66)
Dolati (kinesiska: 多拉特, 多拉特乡) är en sockenhuvudort i Kina. Den ligger i den autonoma regionen Xinjiang, i den nordvästra delen av landet, omkring 390 kilometer nordväst om regionhuvudstaden Ürümqi. Antalet invånare är 11 609. Befolkningen består av 5 604 kvinnor och 6 005 män. Barn under 15 år utgör 22,0 %, vuxna 15-64 år 74 %, och äldre över 65 år 3,0 %.
Runt Dolati är det mycket glesbefolkat, med 4 invånare per kvadratkilometer. Närmaste större samhälle är Toli, 9,1 km sydväst om Dolati. Trakten runt Dolati består i huvudsak av gräsmarker.
Genomsnittlig årsnederbörd är 289 millimeter. Den regnigaste månaden är juli, med i genomsnitt 64 mm nederbörd, och den torraste är februari, med 9 mm nederbörd.